# Montipouret
Montipouret ist eine französische Gemeinde mit 611 Einwohnern (Stand: 1. Januar 2022) im Département Indre in der Region Centre-Val de Loire; sie gehört zum Arrondissement La Châtre und zum Kanton Neuvy-Saint-Sépulchre. Die Einwohner werden Porretimonastériens  genannt.

## Geographie
Montipouret liegt etwa 27 Kilometer südöstlich von Châteauroux. Das Gemeindegebiet wird im Norden vom Fluss Indre durchquert, im Süden von seinem Zufluss Vauvre. Nachbargemeinden von Montipouret sind Saint-Août im Norden und Nordosten, Saint-Chartier im Osten und Nordosten, Nohant-Vic im Osten, Sarzay im Süden, Tranzault im Südwesten sowie Mers-sur-Indre im Westen und Nordwesten.

## Bevölkerungsentwicklung
| Jahr                       | 1962 | 1968 | 1975 | 1982 | 1990 | 1999 | 2006 | 2018 |
| Einwohner                  | 667  | 609  | 533  | 502  | 514  | 507  | 569  | 556  |
| Quellen: Cassini und INSEE |      |      |      |      |      |      |      |      |

## Sehenswürdigkeiten
- Kirche Saint-Martin aus dem 12. Jahrhundert, seit 1922 Monument historique
- Mühle von Angibault aus dem 18. Jahrhundert

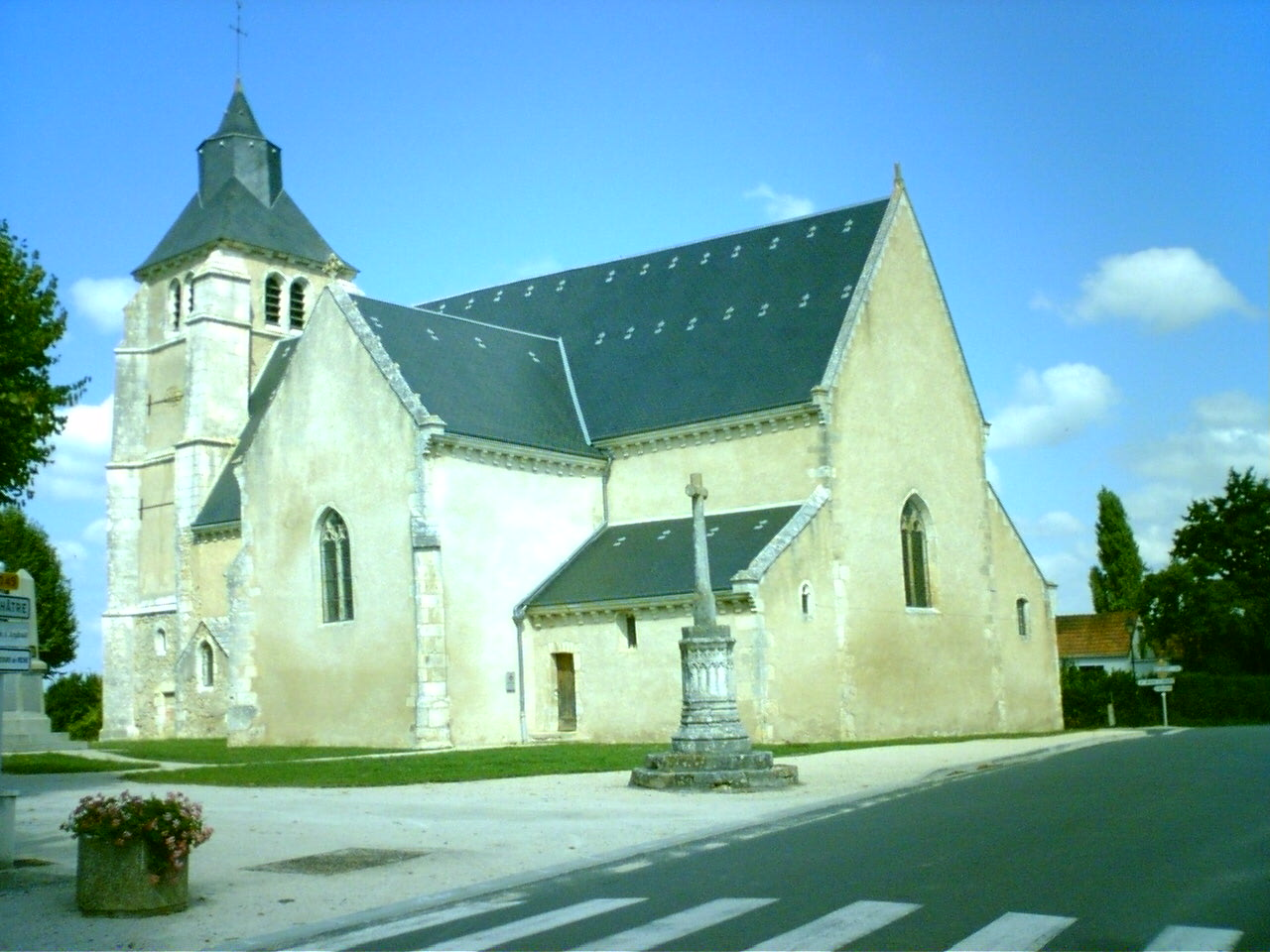
Kirche Saint-Martin
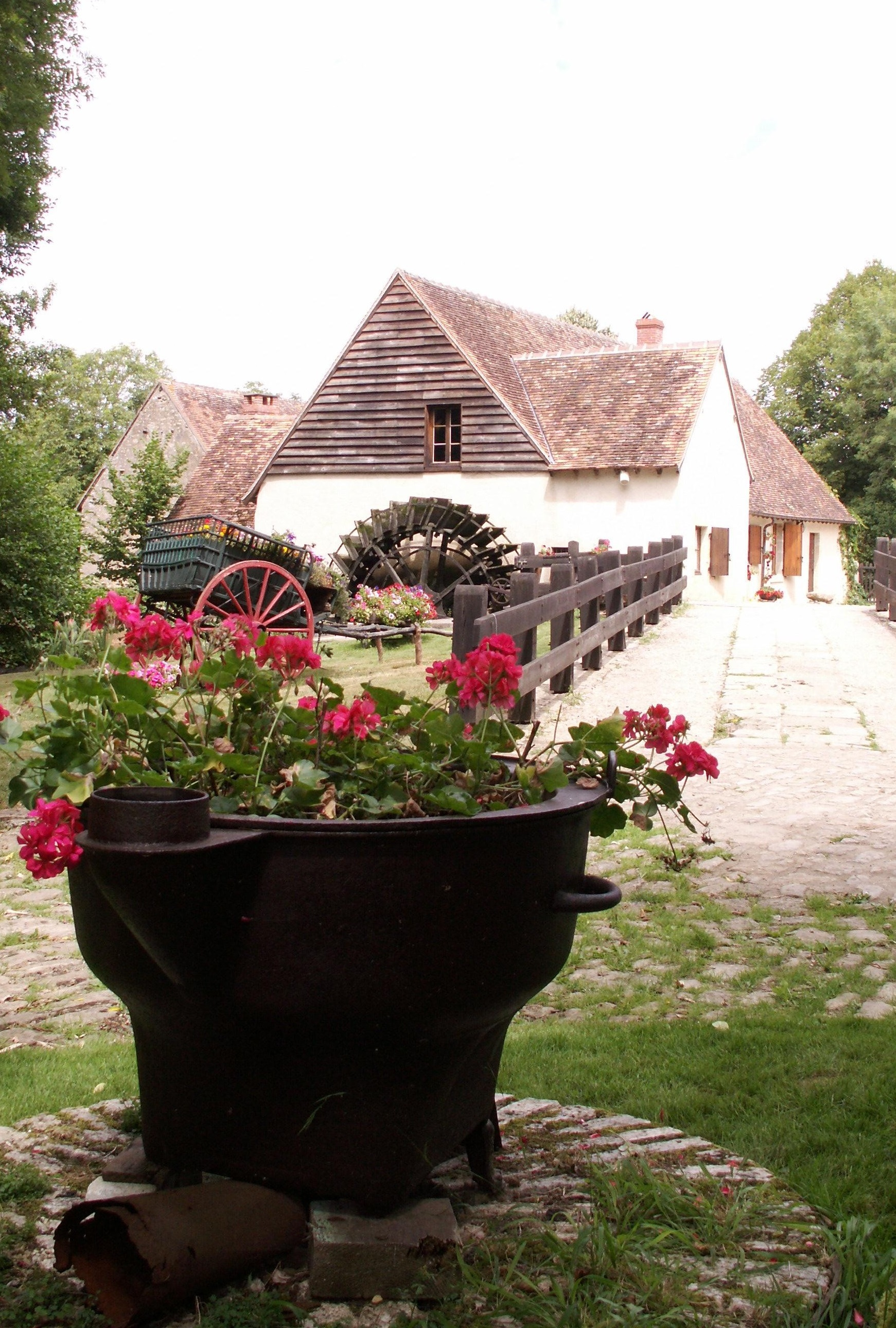
Mühle von Angibault